# 호격
호격(呼格, 영어: vocative case, 약어 VOC)은 격의 하나로, 호명되는 대상을 나타낸다. 한국어 문장 “철수야, 어디 가니?”와 “무기여 잘 있거라.”에서 ‘야’와 ‘여’가 호격을 나타내는 요소이다.
세계의 주요 언어 가운데 호격이 나타나는 언어로는 한국어, 조지아어, 폴란드어, 리투아니아어 따위가 있다. 인도유럽조어에도 호격이 있었으며 이는 산스크리트어, 고대 그리스어, 라틴어 등의 후손 언어로도 이어졌다. 많은 현대 인도유럽어족 언어에서는 호격이 사라졌지만 발트어파, 켈트어파 일부, 슬라브어파 대부분에는 호격이 남아 있다.

## 한국어
한국어에는 호격 조사 ‘아/야’가 있다. 자음으로 끝나는 체언 뒤에는 ‘아’, 모음으로 끝나는 체언 뒤에는 ‘야’의 형태가 쓰인다.
미진아, 집에 가? / 철수야, 집에 가니?
격식체에서는 ‘여/이여’도 사용된다. 자음 뒤에는 ‘이여’, 모음 뒤에는 ‘여’가 쓰인다.
소년이여 야망을 가져라. / 소녀여 큰 뜻을 품어라.
높임 표현 ‘-시-’가 들어간 형태인 ‘시여/이시여’도 사용된다. 마찬가지로 자음 뒤에 ‘이시여’, 모음 뒤에 ‘시여’가 쓰인다.
하늘이시여, 용서하소서.